# Lista odcinków serialu Statek
Poniżej znajduje się lista odcinków serialu Statek, emitowanego przez hiszpańską telewizję Antena 3 od 2011 roku.

## Sezon 1
| N.o/ L.p | Data premiery (Hiszpania) | Oryginalny tytuł odcinka | Polski tytuł odcinka    |
| --- | ------------------------- | ------------------------ | ----------------------- |
| Sezon 1 |                           |                          |                         |
| 1 – S01E01 | 17 stycznia 2011          | "Un millión de millas"   | "Milion mil"            |
| Rozpoczyna się rejs statku "Gwiazda Polarna". Na pokład wchodzą młodzi studenci, będący pod opieką tajemniczej naukowiec, Julii Wilson. Na czele załogi stoją: kapitan Montero i jego zastępca, de la Cuadra. Pojawia się również pasażer na gapę – Ulises. Podczas pierwszej nocy na statku, dochodzi do wielkiego sztormu, który był spowodowany awarią akceleratora cząstek w Genewie. Nagle na radarze pojawia się niezliczona ilość statków, nadających sygnał SOS. |                           |                          |                         |
| 2 – S01E02 | 24 stycznia 2011          | "Echando la cańa"        | "Zarzucając wędkę"      |
| Kapitan, po wielkim sztormie usiłuje wezwać pomoc, lecz nikt nie odpowiada. Niczego nieświadoma załoga, myśli, że był to zwykły sztorm na morzu. Okazuje się, że dr Wilson była pracownicą instytutu w Genewie i może wiedzieć co naprawdę się wydarzyło. Dzieli się swoimi informacjami z kapitanem – Ricardo oraz z pierwszym oficerem, Julianem. Pokazuje im zdjęcie satelitarne zalanej jednej połowy planety. |                           |                          |                         |
| 3 – S01E03 | 31 stycznia 2011          | "El fantasma pirata"     | "Duch pirata"           |
| Nad ranem Ricardo i Julian są naocznymi świadkami katastrofy samolotu transportowego. Tymczasem Vilma dostaje ostrego ataku bólu brzucha. Po wykonaniu badania USG okazuje się, że jej ciąża jest zagrożona. Przypadkiem dowiaduje się o tym Palomares, który wznieca bunt. Studenci, na czele z Gamboą żądają od kapitana natychmiastowego dotarcia do portu. Gdy kapitan i Julia wyjawiają prawdę o katastrofie, uczniowie im nie wierzą. W tym czasie Ulises, wraz z Julianem, mają za zadanie wyłowić czarną skrzynkę z wraku samolotu. |                           |                          |                         |
| 4 – S01E04 | 7 lutego 2011             | "Un mundo bajo el mar"   | "Świat pod wodą"        |
| Załoga statku nie może się pogodzić ze stratą najbliższych. Kapitan, pierwszy oficer, Ulises i Julia przeszukują skrzynie, które dr Wilson przywiozła ze sobą na statek. Okazuje się, że jest jedna, o której nikt nie wiedział. W środku znajduje się urządzenie odmierzające czas. Wszyscy podejrzewają, że jest to bomba, lecz kapitan zgadza się by jej nie wyrzucać dopóki się nie upewnią. Tymczasem Piti organizuje dzień randek. |                           |                          |                         |
| 5 – S01E05 | 14 lutego 2011            | "El Graznido"            | "Skrzeczenie"           |
| Na niebie pojawia się niezliczona ilość ptaków. Wkrótce, zmęczone i głodne siadają na statku, desperacko próbując dostać się do jakiegokolwiek pożywienia. Cała załoga zostaje zmobilizowana do ochraniania wszelkich możliwych wejść, okien, którymi mogłyby dostać się do środka. Zakochany w Vilmie, Piti deklaruje się, by zostać ojcem dla jej dziecka. Tymczasem załoga bardzo bojąc się o to, że ptaki mogą złamać maszt statku, postanawiają wypędzić ptaki ogniem. Jednak, ku powszechnemu zdziwieniu, na jeszcze lepszy pomysł wpada Bąbel. |                           |                          |                         |
| 6 – S01E06 | 21 lutego 2011            | "Elecciones"             | "Wybory"                |
| Na morzu, prosto przed statkiem pojawia się ogromny wir. Kapitan podejmuje decyzję, by skierować statek prosto w wir i nadać pełną moc silnikom. Udaje się im wydostać, jednak statek jest znacznie przechylony na jedną z burt. Załoga postanawia zalać jedną z piwnic, aby wyrównać ciężar. Podczas opróżniania pomieszczenia, Ricardo, Julian i Piti utknęli w niej, nie mogąc się wydostać. Postanawiają poświęcić swoje życie dla ratowania 40 innych. Tymczasem odbywają się wybory na "zarządzającego statkiem", w których rywalizują Ulises (chce uratować uwięzionych) i Gamboa (chce poświęcić uwięzionych).                                                                                      |                           |                          |                         |
| 7 – S01E07 | 28 lutego 2011            | "Perdidos"               | "Zagubieni"             |
| Jeden ze studentów, Martinez, kradnie żywność. Przyłapuje go na tym Gamboa. Podczas szamotaniny Martinez ginie. Nazajutrz, gdy załoga wstaje, na niebie nie ma Słońca. Po pewnym czasie okazuje się, że ktoś przesunął zegarki o trzy godziny wstecz i zablokował drążek sterowniczy, tak by statek krążył w kółko. Tymczasem Ulises, wraz z ojcem, odnajdują dryfujące zwłoki Martineza. Sekcja zwłok wykazuje, że został on zamordowany. Kapitan organizuje kolację, by w ten sposób wyrazić zgodę na związek Aihnoy z Gamboą. Na uroczystości Julian ujawnia prawdę o Martinezie, a Ulises rzuca podejrzenia na Gamboę. W tym samym czasie Ramiro, jeszcze raz przesłuchuje nagranie z czarnej skrzynki. |                           |                          |                         |
| 8 – S01E08 | 7 marca 2011              | "Pesca mayor"            | "Wielki połów"          |
| Z rana Ramiro ujawnia wszystkim nieprzesłuchany fragment nagrania z czarnej skrzynki. Podczas połowu ryb, wszystkie wędki porywa wielki potwór wodny. Przerażeni członkowie załogi odkrywają prawdę o rybie: mierzy 34 metry i krąży wokół statku. Dochodzą do wniosku, że jeżeli nie zabiją ryby, to ona zatopi statek. Zadania zabicia ryby, przy użyciu harpuna wielorybniczego, podejmuje się Ulises. Ma on zejść pod wodę, zespawanej z metalowych prętów, klatce i trafić harpunem w oko. Przy budowie klatki, niespodziewanie pomaga Ulisesowi, Aihnoa. |                           |                          |                         |
| 9 – S01E09 | 21 marca 2011             | "Un punto en el radar"   | "Punkt na radarze"      |
| Na radarze statku pojawia się punkt. Kapitan nakazuje obrać kurs na niego. Obiektem okazuje się być luksusowy jacht motorowy, na którym, jak się później okazało dzięki kamerze, była rodzina, która została zaatakowana przez coś, chwilę przed wejściem kapitana i de la Cuadry, na pokład. Tymczasem Ulises i Gamboa rywalizują o Aihnoę. Obaj panowie biją się w kajucie i Gamboa daje Ulisesowi ostatnie ostrzeżenie. |                           |                          |                         |
| 10 – S01E10 | 28 marca 2011             | "Niebla"                 | "Mgła"                  |
| Przed statkiem pojawia się ogromna mgła. Jednak nie jest to zwykła mgła, ponieważ odbija ona dźwięk tworząc echo. Kapitan chce zawrócić statek, lecz okazuje się, że radar nie działa. W tym czasie Ulises wraz z Gamboą, podczas walki, wypadają za burtę i trafiają do szalupy ratunkowej. Z tego powodu, rozżalona Ahinoa traci przytomność. Po podpowiedzi Bąbla, dr Wilson odkrywa, że mgła zawiera tlenek węgla, fluor i metan. Wkrótce cała załoga traci przytomność. Tymczasem Ulises, wraz z postrzelonym Gamboą, wzywają pomocy. |                           |                          |                         |
| 11 – S01E11 | 4 kwietnia 2011           | "La ley del mar"         | "Prawo morza"           |
| Rankiem, na podłodze w kajutach i na korytarzach chodzą kraby. To niecodzienne zjawisko zostało spowodowane podniesioną temperaturą. Z powództwa Ramira, kapitan zarządza proces Ulisesa, oskarżonego o zabójstwo Gamboi. Bąbel odkrywa, że wysoka temperatura i cykliczne wybuchy pod wodą są spowodowane drobnymi erupcjami wulkanu, pod którym akurat stanął statek. Tymczasem część załogi zeznaje przed sądem. Z braku dowodów nie można skazać podejrzanego, jednak podczas zeznań Aihnoy, Ulises niespodziewanie przyznaje się do winy. |                           |                          |                         |
| 12 – S01E12 | 11 kwietnia 2011          | "El hombre de Liverpool" | "Człowiek z Liverpoolu" |
| Bąbel, Piti i Palomares odnajdują ukryty dziennik okrętowy kapitana Javiera Ayarry de Zunigi, z 1941 roku. Po przestudiowaniu jego zawartości dowiedzieli się, że "Gwiazda Polarna" służyła do przewozów emigrantów w czasach II Wojny Światowej. Natknęli się również na notatki z ostatnich dni kapitana na statku. Okazuje się, że na pokład został wprowadzony małomówny naukowiec – specjalista w dziedzinie energii jądrowej z Liverpoolu, którego trzeba było chronić nawet kosztem swojego życia. Wkrótce potem na statku rozpętała się epidemia hiszpanki. Naukowiec, przed śmiercią oddał kapitanowi dziwną skrzynię. Trójka przyjaciół rozpoczyna śledztwo.                                      |                           |                          |                         |
| 13 – S01E13 | 25 kwietnia 2011          | "Espirando um milagro"   | "Czekając na cud"       |
| Załoga wyławia z wody rozbitka, którym okazuje się być Gamboa. Dzięki temu Ulises wychodzi z zamknięcia. Tymczasem większość studentów dostaje wiadomość SMS o tej samej treści – współrzędnych geograficznych. Kapitan zastanawia się jak to możliwe, że Gamboa przebył 250 mil szybciej niż statek. Gamboa grozi Aihnoi, że jeśli z nim zerwie, to on zabije Valerię. Następnie Bąbel wysyła wiadomości przez telefon satelitarny, zawierające numer, pod którym można się skontaktować ze statkiem. Wkrótce potem, z kapitanem Montero, nawiązuje kontakt tajemniczy dowódca Hopkins i informuje go, że musi im pomóc, gdyż w przeciwnym wypadku umrą w ciągu kilku godzin.                              |                           |                          |                         |

## Sezon 2
| N.o/ L.p | Data premiery (Hiszpania) | Oryginalny tytuł odcinka            | Polski tytuł odcinka                |
| --- | ------------------------- | ----------------------------------- | ----------------------------------- |
| Sezon 2 |                           |                                     |                                     |
| 14 – S02E01 | 8 września 2011           | "No estamos solos"                  | "Nie jesteśmy sami"                 |
| Okazuje się, że dowódca Hopkins znajduje się, wraz ze współpracownikami, w Międzynarodowej Stacji Kosmicznej i prosi o pomoc, gdyż wkrótce skończy mu się tlen. Na domiar złego, w miejsca lądowania kapsuły ratunkowej, ma przejść olbrzymi sztorm. Kapitan obiecuje uratować kosmonautów, co wywołuje silny konflikt z pierwszym oficerem. Wkrótce potem Ricardo dostaje ostrego ataku wyrostka robaczkowego. Tymczasem Ramiro zaczyna przypuszczać, że źle zrobił bratając się z Gamboą.                                                                              |                           |                                     |                                     |
| 15 – S02E02 | 15 września 2011          | "El oscuro visitante"               | "Mroczny gość"                      |
| Po nieudanej akcji ratunkowej, Gwiazda Polarna zatrzymuje się w wielkiej ilości wodorostów. Podczas, gdy marynarze są zajęci usuwaniem przeszkody, na statek przedostaje się istota morska i gryzie Pitiego. Julia, wraz ze studentami musi jak najszybciej odnaleźć zwierzę, by dowiedzieć się jakie antidotum trzeba podać choremu. Vilma decyduje się desperacko złapać gada, nawet kosztem własnego zdrowia. Tymczasem Ramiro ostatecznie traci zaufanie do Gamboi, za co zostaje ukarany.                                                                           |                           |                                     |                                     |
| 16 – S02E03 | 22 września 2011          | "La última balsa del Queen América" | "Ostatnia tratwa Queen America"     |
| Ku zdziwieniu załogi, na horyzoncie pojawia się 16 nienaruszonych skrzynek ze statku Queen America. Wkrótce potem, Ricardo zauważa czworo rozbitków: Toma, Leonor, Victora i Dulce. Ze względu na ich zły stan zdrowia, Julia sprzeciwia się wpuszczeniu ich na statek. Za sprawą Palomaresa, zostają oni jednak wpuszczeni na Gwiazdę Polarną. W tym czasie Gamboa usiłuje przywrócić pamięć Bąblowi, a Piti składa łóżeczko dla dziecka Vilmy, by się z nią pogodzić.                                                                                                  |                           |                                     |                                     |
| 17 – S02E04 | 29 września 2011          | "Las tripas de Bobby, el oso"       | "Wnętrze misia Bobby'ego"           |
| Nowi rozbitkowie są ciepło przywitani przez załogę. Leonor zaczyna przymilać się do kapitana, twierdząc, że ma dla niego wiadomość od zmarłej żony – Marisy. Bąbel zauważa, że na Gwieździe Polarnej zaczynają się masowo wylęgać komary. Wyraźnie zastraszona Dulce usiłuje uwieść Pitiego, by wyznać mu prawdę o nowych członkach załogi. Wkrótce potem, część załogi musi zmierzyć się z komarami, które okazują się być bardzo groźne. Tymczasem Gamboa zostaje ciężko pobity.                                                                                       |                           |                                     |                                     |
| 18 – S02E05 | 6 października 2011       | "Quién teme al lobo feroz?"         | "Kto się boi złego wilka?"          |
| Valeria, bawiąc się w chowanego, dostrzega jak Leonor rozmawia przez telefon. Kiedy mówi o tym kapitanowi, ten jej nie wierzy. Kiedy w końcu wychodzi na jaw, że rozbitkowie chcą jedynie odebrać czarną skrzynkę z samolotu, Ricardo, Julian i Ulises decydują się walczyć z fałszywymi gośćmi. Z niespodziewaną pomocą przychodzi kapitanowi i jego towarzyszom, Gamboa. Tymczasem Bąbel chowa się z Valerią do tajemniczej kajuty nr 31, zabierając ze sobą czarną skrzynkę.                                                                                          |                           |                                     |                                     |
| 19 – S02E06 | 13 października 2011      | "Camarón que se duerme"             | "Krewetka, która zasypia"           |
| Po ucieczce Toma, Victora i Loenor, na statku wszyscy przygotowują się do 6. urodzin Valerii. Niespodziewanie dziewczynka nie zaprasza na nie swojego ojca, kapitana. Bąbel i de la Cuadra zauważają, że statek zaczyna płynąć z coraz większą prędkością, pomimo że silniki pracują normalnie. Roberto sugeruje, że statek jest ciągnięty do wodospadu. Pomimo gróźb Gamboi, Aihnoa rzuca się w ramiona i całuje Ulisesa, na oczach całej załogi. Wówczas Gamboa ponawia swoje groźby, co spotyka się z atakiem furii Ulisesa.                                          |                           |                                     |                                     |
| 20 – S02E07 | 20 października 2011      | "Los pies en el cemento"            | "Stopy w cemencie"                  |
| Kapitan ogłasza studentom plan działania w związku z groźbą upadku do wodospadu – chce on przywiązać hamaki w korytarzach, na których mają być zawieszeni uczestnicy rejsu z czasie spadania w dół. Gamboa i Estela nie zgadzają się z nim i chcą ratować się na własną rękę. Tymczasem Bąbel planuje rzucić się z wodospadu w skrzynce, by dowiedzieć się jak wielki jest spad. Wywołuje to ogromne zmartwienie Salome. Gdy dochodzi krytycznego momentu Palomares mówi wszystkim, że jest zakochany w Vilmie.                                                          |                           |                                     |                                     |
| 21 – S02E08 | 27 października 2011      | "La Sirena"                         | "Syrena"                            |
| Na statku jest zorganizowany pchli targ, na którym studenci wymieniają się przedmiotami. Julia mówi koleżankom, że miała erotyczny sen z kapitanem. Salome i Aihnoa, chcąc pomóc losowi, usiłują zaaranżować randkę pomiędzy dr Wilson i Ricardo. Tymczasem Piti, Ramiro i Vilma znajdują taśmę z czasów kapitana Zunigi i usiłują rozwikłać kolejne zagadki. W tym czasie Palomares chcąc się ukarać za wyznanie miłości Vilmie, decyduje się na ascezę. |                           |                                     |                                     |
| 22 – S02E09 | 3 listopada 2011          | "El cura y el doctor Frankenstein"  | "Ksiądz i doktor Frankenstein"      |
| W nocy, na statku dochodzi do zagadkowej awarii – sprawia ona, że wszystkie metalowe przedmioty wydzielają prąd. Nad ranem Ramiro widzi Palomaresa czytającego Biblię, który nagle rzuca się do wody. Po wyłowieniu okazuje się, że stan kapłana jest bardzo ciężki. Julia, Ramiro i Gamboa walczą o jego życie, lecz wkrótce potem Palomares umiera. Gdy dowiadują się o tym Vilma i Aihnoa, wymuszają na kapitanie podjęcie ryzykownych działań, umożliwiających użycie defibrylatora. Tymczasem Bąbel i Piti łapią kaczkę, której wcześniej nie było na pokładzie.    |                           |                                     |                                     |
| 23 – S02E10 | 10 listopada 2011         | "El extraño caso del pato Manolito" | "Dziwny przypadek kaczora Manolito" |
| Julia i kapitan dokonują odkrycia, że kaczka była na lądzie około 12 godzin wcześniej. Jednak Julian nie wierzy, by dzięki niej udało się odnaleźć ląd. Poszukiwania lądu sabotuje też Gamboa. Ricardo daje dr Wilson kilka godzin czasu, by dowiedziała się czegoś więcej. Tymczasem Salome znajduje i kapitana tabletki na raka. Przerażona kucharka przypuszcza, że Ricardo może niedługo umrzeć. |                           |                                     |                                     |
| 24 – S02E11 | 17 listopada 2011         | "Una de fantasmas"                  | "Jeden z duchów"                    |
| Po zamontowaniu na łapie kaczki, urządzenia śledzącego, załoga ma nadzieję, że doprowadzi ich to do lądu. Wkrótce potem, Ulises odkrywa, że do urządzeń sterujących statkiem, ktoś przymocował materiały wybuchowe. Oznacza to, że zmiana kursu spowoduje wybuch. Co gorsza, śledzona kaczka zaczyna zmieniać tor lotu i coraz bardziej oddalać się od Gwiazdy Polarnej. Tymczasem nastaje dzień rozdania dyplomów, w którym okazuje się, że brakuje jednego ucznia – Cristobala. Piti mówi swoim przyjaciołom, że widział zaginionego ucznia, po wejściu na statek.     |                           |                                     |                                     |
| 25 – S02E12 | 24 listopada 2011         | "Un barco en el espejo"             | "Statek w lustrze"                  |
| Ku rozczarowaniu załogi, śledzona kaczka zniknęła z radaru. Wkrótce potem na horyzoncie pojawia się rosyjski statek – odpowiednik Gwiazdy Polarnej. Kilka osób z załogi zostało oddelegowanych do inspekcji, m.in. kapitan, pierwszy oficer, Gamboa i Bąbel. Podczas pobytu na rosyjskim statku, stan Juliana pogarsza się. Gamboa grozi przez walkie-talkie Ulisesowi, mówiąc mu, że zna jego sekret. W nocy na rosyjski statek wdziera się zamaskowany człowiek. Po powrocie na Gwiazdę Polarną, kapitan orientuje się, że była to Julia.                              |                           |                                     |                                     |
| 26 – S02E13 | 1 grudnia 2011            | "Mentiras y cabaret"                | "Kłamstwa i kabaret"                |
| Julian oraz Bąbel zostają porwani. Wściekły kapitan wymusza na Julii, by powiedziała mu wszystko o projekcie Aleksandria. Kiedy ta decyduje się to zrobić, do Ricardo dzwoni Victor i mówi, że wymieni jeńców w zamian za czarną skrzynkę. Podczas uwięzienia stan Juliana bardzo się pogarsza. Tymczasem niczego nieświadoma Salome i studenci organizują występ artystyczny, podczas którego wychodzi na jaw, że Palomares romansuje z Vilmą. W tym czasie Julia i kapitan usuwają informacje z czarnej skrzynki i oddają ją porywaczom.                               |                           |                                     |                                     |
| 27 – S02E14 | 5 stycznia 2011           | "La noche de Reyes"                 | "Noc Króli"                         |
| Na statku zbliża się Boże Narodzenie. Cała załoga bierze udział w przygotowaniach, a Valeria i Bąbel piszą list, w którym proszą o prezenty. Kapitan i Julian usiłują dowiedzieć się o co prosiła Valeria i, w miarę możliwości, spełnić prośby. Tymczasem Piti wciąż nie może pogodzić się z rozstaniem z Vilmą. Salome usiłuje zorganizować przedstawienie – przybycie Trzech Króli. W tym samym czasie Gamboa przeżywa halucynacje związane z gorączką, dzięki czemu częściowo uświadamia sobie, swoje winy. Julia odkrywa, że de la Cuadra, nie choruje już na raka. |                           |                                     |                                     |

## Sezon 3
| N.o/ L.p | Data premiery (Hiszpania) | Oryginalny tytuł odcinka        | Polski tytuł odcinka           |
| --- | ------------------------- | ------------------------------- | ------------------------------ |
| Sezon 3 |                           |                                 |                                |
| 28 – S03E01 | 18 października 2012      | "El tripulante de honor"        | "Honorowy Członek Załogi"      |
| Bąbel odkrywa, że kaczor Manolito, którego wcześniej wysłali z nadajnikiem przyczepionym do łapy, regularnie lata do jednego miejsca. Kiedy dowiaduje się o tym Ricardo, obaj zgodnie utwierdzają się w przekonaniu, że znaleźli się w pobliżu Ziemi. Julian, który cierpi po rozstaniu z Salome, przeprowadza się do kajuty uczniów. Ani Piti, ani Ramiro nie chcą mieszkać z de la Cuadrą, więc postanawiają, wraz z Palomaresem, że będę udawać gejów przed pierwszym oficerem. Tymczasem Estella decyduje się pójść na randkę z Gamboą, jednak Salome nalega, by dziewczyna wzięła ze sobą walkie-talkie.                                                               |                           |                                 |                                |
| 29 – S03E02 | 25 października 2012      | "El arte de la guerra"          | "Sztuka Wojenna"               |
| Kapitan, wraz z załogą, zauważa światło, pochodzące najprawdopodobniej z latarni morskiej. W czasie gdy Gwiazda Polarna się do niej zbliżała, światło nagle zgasło. Ricardo informuje uczniów, że prawdopodobnie znaleźli się niedaleko Ziemi, jednak nie wiadomo co ich tam czeka. Zarządza więc głosowanie, które ma wyłonić decyzję: zmierzać do latarni czy odpłynąć. Dzięki głosom Ramiro i Gamboi, załoga decyduje się nie zmieniać kursu. Jednak kapitan prosi Gamboę, by ten przygotował uczniów do ewentualnej walki. |                           |                                 |                                |
| 30 – S03E03 | 1 listopada 2012          | "Lo que la luz esconde"         | "Co skrywa światło?"           |
| Na Gwiazdę Polarną powraca Ainhoa, która dotąd pływała na rosyjskim statku. Okazuje się, że Ulises wypłynął wcześniej w kierunku światła, a teraz nie ma z nim żadnego kontaktu. Ponadto, wraz z Ainhoą, na statku pojawia się także więzień – Koreańczyk Cho Sung. Julian i Bąbel usiłują wydobyć od niego jakiekolwiek informacje, na temat pobytu Ulisesa. Tymczasem Piti, Ramiro, Palomares, Estella i Sol odkrywają, że dostali się na kurs na Gwieździe Polarnej, pomimo że żadne z nich nie złożyło aplikacji, ani nie mieli nadzwyczajnych wyników w nauce. Postanawiają odkryć, co przed nimi ukrywa Julia, o projekcie "Alejandria".                              |                           |                                 |                                |
| 31 – S03E04 | 8 listopada 2012          | "100 metros de tierra firme"    | "100 metrów lądu"              |
| W wyniku szamotaniny z Ramiro, Gamboa zostaje postrzelony w oko. Julia obawia się, że może on oślepnąć. Załoga Gwiazdy Polarnej odkrywa, że płynie na powierzchni zatopionego miasta, a jedynym niezatopionym budynkiem jest wieżowiec ze 193 osobami w środku. Zdesperowani mieszkańcy, chcąc wydostać się z budynku, planują przejęcie statku i w tym celu zatrzaskują w windzie kapitana i doktor Wilson. Wcześniej Ricardo oświadcza się Julii. Ulises, usiłując odzyskać obciążające go zdjęcie, na polecenie Gamboi, wywozi skrzynię nr 33 na rosyjski statek. |                           |                                 |                                |
| 32 – S03E05 | 15 listopada 2012         | "El dueño del mundo"            | "Władca świata"                |
| Ainhoa i Max organizują pomoc dla uwięzionych Ricarda i Julii. Tymczasem Gamboa, dzięki zdolnościom negocjacyjnym, przekonuje napastników, by zamiast przejmować Gwiazdę Polarną, wzięli ze sobą rosyjski statek. Gdy to się udaje, Ernesto oddaje Ulisesowi zdjęcie, na którym widać go ze zmarłą Dulce. Następnie Gamboa uruchamia mechanizm detonacyjny, który niszczy cały rosyjski statek wraz z załogą. Doktor Wilson przyjmuje oświadczyny kapitana. |                           |                                 |                                |
| 33 – S03E06 | 22 listopada 2012         | "Fukushima Blues"               | "Fukushima Blues"              |
| Ricardo i Julia obwieszczają wszystkim, że zamierzają się pobrać. Max proponuje kapitanowi wymianę – ma wyznaczyć 20 ludzi z załogi, którzy zostaną w wieżowcu, a w zamian za to, otrzyma współrzędne ziemi. Tymczasem Ramiro spowiada się Palomaresowi, przyznając, że przyczynił się do śmierci pasażerów rosyjskiego statku, ponieważ to on zbudował bombę. Bąbel spędza czas z Gamboą, usiłując odtworzyć nagranie ze swojego starego telefonu komórkowego, by dowiedzieć się kim był w przeszłości. Wkrótce potem okazuje się, że do statku i do wieżowca zbliża się tsunami.                                                                                          |                           |                                 |                                |
| 34 – S03E07 | 29 listopada 2012         | "La boda"                       | "Ślub"                         |
| Zbliża się dzień ślubu dr Wilson i kapitana. Oboje mają wątpliwości, które są podsycane przez Salome i Juliana. Gamboa przypomina Julii, że związki małżeńskie członków projektu Alejandria są niedozwolone. Grozi jej, że jeśli poślubi Ricarda, to zostanie zabita. Dr Wilson postanawia jednak nie ugiąć się przed szantażem. Tymczasem Bąbel odkrywa, że Maxa nie było w hotelu, kiedy wydarzyła się katastrofa. Max zapewnia, że spędził tydzień zamknięty w pokoju 101, jednak pan Ventura podpowiada Bąblowi, że nie należy wierzyć przywódcy hotelu. Ainhoa znajduje na swoim łóżku zdjęcie, przedstawiające Ulisesa z Dulce.                                       |                           |                                 |                                |
| 35 – S03E08 | 13 grudnia 2012           | "Quién es quién?"               | "Kto jest kim?"                |
| Piti, który interesuje się Sol, dowiaduje się od niej, że nigdy wcześniej nie miała ona chłopaka. Tymczasem Gamboa nadal prowadzi zajęcia z obrony i odkrywa, że Sol nie jest tą, za którą się podaje. Okazuje się, że Sol to naprawdę Elena – jej siostra-bliźniaczka. Wkrótce po odkryciu tego sekretu, Gamboa zabija Sol i wyrzuca jej ciało do morza. W tym czasie, Bąbel znajduje książkę swojego autorstwa, w której jest dedykacja. Dowiaduje się z niej, że Salome jest jego siostrą. Natomiast Max zostaje bardzo chłodno powitany przez załogę na statku. |                           |                                 |                                |
| 36 – S03E09 | 20 grudnia 2012           | "La energía que mueve el mundo" | "Energia, która porusza świat" |
| Załoga Gwiazdy Polarnej usiłuje odszukać Sol. Piti chce podjąć rozpaczliwą próbę ratunkową – wejść do szalupy ratunkowej i wypłynąć w morze. Gamboa przekonuje wszystkich, że Sol z pewnością sama opuściła statek. Tymczasem Cho i Salome odnajdują dwóch pasażerów na gapę: pana Venturę i jego wnuka, Ratona. Okazuje się, że pan Ventura jest chory na cukrzycę, a zapas insuliny starczy mu tylko na 42 dni. Tymczasem zirytowany zachowaniem Gamboi, Julian, organizuje turniej bokserski. |                           |                                 |                                |
| 37 – S03E10 | 10 stycznia 2013          | "Lo que queda del mundo"        | "To co zostało ze świata"      |
| Po 132 dniach żeglugi, załoga Gwiazdy Polarnej dociera do lądu. Na rozkaz kapitana na ląd schodzą: Julian, Salome, Max, Ainhoa, Piti, Vilma i Cho. Ricardo chciał, by na ląd zszedł także Gamboa, jednak Max nakazuje zostać mu na statku. Bąbel odnajduje papugę, która potrafi mówić pojedyncze słowa. Jest wyjątkowo zaskoczony, gdy papuga wymienia imię jego dawnej narzeczonej, Marimar. Tymczasem wobec nieobecności Juliana, kapitan mianuje Gamboę pierwszym oficerem. |                           |                                 |                                |
| 38 – S03E11 | 17 stycznia 2013          | "Las cosas a escondidas"        | "Rzeczy ukryte"                |
| Po zniknięciu Maxa, zostaje zorganizowana ekspedycja, by go odnaleźć (Ainhoa, Piti, Vilma i Cho). W tym czasie na statku, kapitan odbiera wiadomość od Ulisesa, że ktoś atakuje hotel. W związku z tym, Gwiazda Polarna natychmiast wyrusza na pomoc. Tymczasem Gamboa i Palomares odnajdują ukryte próbki krwi w ambulatorium. Ku zaskoczeniu Gamboi, są tam próbki nie tylko pasażerów, ale także członków projektu Alejandria. Natomiast Ramiro i Ricardo odkrywają tajemniczy kabel prowadzący z kajuty kapitana, do kajuty Bąbla. Okazuje się, że jest on podłączony do kamery.                                                                                        |                           |                                 |                                |
| 39 – S03E12 | 24 stycznia 2013          | "Nada por aquí"                 | "Nic tu nie ma"                |
| Załoga statku dociera do hotelu, jednak okazuje się, że jest on pusty. Piti, Palomares, Ramiro i Bąbel przeszukują hotel, znajdując jedynie ślady niedawnej obecności innych ludzi. Gamboa zabiera stamtąd potajemnie morski symbol francuskiego statku. Kiedy zauważył to Ricardo, postrzelił Ernesta, by skłonić go do wytłumaczenia czym jest ów przedmiot. Jednocześnie Estela prosi kapitana, by wręczył Gamboi prezent urodzinowy. Tymczasem Bąbel znajduje fotografię podpisaną przez Marimar. |                           |                                 |                                |
| 40 – S03E13 | 31 stycznia 2013          | "El gato y el ratón"            | "Kot i mysz"                   |
| Gwiazda Polarna wpływa na obszar, w którym znajduje się dużo gór lodowych. Aby móc dobrze pomiędzy nimi manewrować, kapitan deleguje Palomaresa na "bocianie gniazdo", by ten obserwował otaczające góry. Gamboa dowiaduje się, że to Bąbel zabrał mu czerwoną teczkę. Okazuje się, że także zniszczył dokumenty, które się tam znajdowały. Wraz z Roberto, Ernesto usiłuje odtworzyć zawartość czerwonej teczki, gdyż od tego zależy życie jego córki, Evelyn. Tymczasem Piti i Ainhoa postanawiają zbadać pusty dom, stojący na wyspie. |                           |                                 |                                |
| 41 – S03E14 | 7 lutego 2013             | "Un ruido en el cielo"          | "Hałas w niebie"               |
| Max mówi Ainhoi i Pitiemu, że na wyspie są ludzie w maskach, którzy są zagrożeniem dla załogi Gwiazdy Polarnej. Piti decyduje się iść do de la Cuadry, by mu o tym powiedzieć. Gdy zbliża się do obozu, zauważa uzbrojonych ludzi, więżących Juliana i resztę. Okazuje się, że szukają oni Gamboi, więc Piti postanawia podać się za niego, by ocalić przyjaciół. Załoga ze statku, która nie znalazła ludzi w hotelu, zmierza z powrotem na wyspę. Ricardo z zaskoczeniem odkrywa, że pan Ventura jest synem kapitana Sunigi, który kierował Gwiazdą Polarną w latach 40.                                                                                                  |                           |                                 |                                |
| 42 – S03E15 | 14 lutego 2013            | "Fuera de este mundo"           | "Nie z tego świata"            |
| Załoga Gwiazdy Polarnej z radością dociera na wyspę. Wkrótce potem zostają otoczeni w domu przez uzbrojonych ludzi w maskach. Kapitan prosi Gamboę, który pozostał na statku, by zorganizował ratunek. Statek jednak także został przejęty przez ludzi Alexandra – ojca Esteli. Żądają oni natychmiastowego zwrotu czerwonej teczki. Podczas ostrzału domu, Valeria zostaje ranna, jednak Ernesto mówi kapitanowi, żeby nie oddawał dokumentów. Tymczasem do Bąbla przybywa jego dawna dziewczyna, Marimar. Natomiast Palomares, Ramiro i Cho, odnajdują tajemniczą skrzynkę, zrzuconą przez samolot.                                                                       |                           |                                 |                                |
| 43 – S03E16 | 21 lutego 2013            | "La última bala"                | "Ostatni pocisk"               |
| Po spaleniu teczki, Alexander nakazuje zabić całą załogę statku, znajdującą się w domu. Aby ocalić ludzi, Gamboa mówi Alexandrowi, że zawartość teczki nadal jest w głowie dra Roberto Schneidera. Ernesto twierdzi, że Bąbel przez pięć lat udawał upośledzenie, żeby nigdy nie wyjawić zawartości tajnych dokumentów. Ulises wraz z Maxem udają się na statek, by przenieść narzędzia chirurgiczne dla Julii, dzięki czemu będzie można uratować Valerię. Bąbel decyduje się udawać przed Alexandrem, że jest taki jak dawniej i pomóc mu. Okazuje się, że czerwona teczka zawierała informacje dotyczące lekarstwa, które mogłoby wyleczyć członków Projektu Alejandria. |                           |                                 |                                |